# Камбуница
Камбуница (на гръцки: Καμβούνια, Камвуния) е планински комплекс в Република Гърция на границата на географските области Егейска Македония и Тесалия.

## Описание
Камбуница е голяма планинска верига, която се простира на границите на Гревенско и Кожанско (Македония) и Лариско (Тесалия). Като цяло според нови гръцки източници Камбуница се простира между планинските вериги Фламбуро (Пиерия) и Шапка (Чапка, на гръцки Титарос) на север и Антихасия на юг, между реките Бистрица (Алиакмонас) на запад северозапад и Сарандапорос на изток югоизток между селищата Сервия (Серфидже), Крания и Дескати. Въпреки че има объркване между различните карти, географии и енциклопедии, Камбунските планини се простират между меридианите 21°44' и 22°4' и между паралелите 39°53'3 и 40°11'. Някои традиционни български източници показват Камбуница като веригата планини на югозапад от Шапка (Чапка). Други показват Камбуница като планините на северозток от Шапка – Фламбуро (Пиерия) и Голен (Колона). А трети показват като Камбуница цялата планинска верига от Антихасия до Голен, включително.
Името е антично, споменава се от Тит Ливий (на латински: Cambunios).

## Дялове
Камбуница се състои от следните планински масиви:
Предимно в Македония
Агиос Христофорос, Алонорахи, Вунаса (Бунаса, Бунасия), Вурсана (Бурсана), Профитис Илияс (Атино Мило, Палиоайлияс), Тертим (Третимос, Третмос), Довра (Доврас, Догра, Фламбуро), Фламбуро (Пиерия), Голен (Колона).
Предимно в Тесалия
Амар бей (Архондики), Кутра Рахи, Сулиотис.